# Niels Frédéric Hoffmann
Niels Frédéric Hoffmann (* 28. Juli 1943 in Hamburg) ist ein deutscher Komponist und Musikpädagoge.

## Leben
Hoffmanns Vater war der Psychotherapeut Bernt Hoffmann, er schrieb das „Handbuch Autogenes Training“. Seine älteren Brüder sind der Psychiater und Psychologe Sven Olaf Hoffmann und der Kunsthistoriker Detlef Hoffmann.
Niels Frédéric Hoffmann verbrachte seine Kindheit und Grundschulzeit in Neuchâtel (französische Schweiz) und besuchte anschließend ein Hamburger Gymnasium. Schon an der Schule führte er seine ersten Theatermusiken auf. Als Schüler besuchte er 1963 die Darmstädter Ferienkurse. 1970 wurde auf den „Tagen für Neue Musik Hannover“ seine Funkoper „So kann es nicht weitergehen, aber so geht es weiter“ aufgeführt.
1975 beendete Hoffmann sein Studium mit dem Diplom als Musiktheoretiker und dem 1. und 2. Staatsexamen als Musiklehrer. Anschließend war er mit mehreren Unterbrechungen im Schuldienst tätig. Seit 1992 ist er freier Komponist. Niels Frédéric Hoffmann hat über ca. 60 Theatermusiken, Hörspielmusiken und Operetteneinrichtungen geschrieben, davon sechs Auftragsopern. Zudem stammen über 800 Kinderkonzerte von ihm. Von 1968 bis 1980 leitete Hoffmann die „Songgruppe Hamburg“ und seit 1984 den „Chor Hamburger GewerkschafterInnen“, für den er über 80 Chorsätze schrieb. Hoffmann schrieb fünf Kollektivkompositionen, drei davon mit Hans Werner Henze.

## Charakteristik des Werkes
Schon in seinem ersten Ballett „Affenspiele“ 1966 und in seiner ersten Oper „So kann es nicht weitergehen, aber so geht es weiter“ (1970) durchbricht Niels Frédéric Hoffmann die Regeln der Darmstädter Schule (der Seriellen Komposition). Er kritisiert alle Formen des absoluten Musikdenkens, indem er darauf verweist, dass unterschiedliche musikalische Genres eigenständige ästhetische Verfahrensweisen fordern. Mit dieser These gerät er in Widerspruch zum „Proletkultismus“ der westdeutschen Linken und erst recht zur „Neuen Musik“ und ihren Nachfolgern „Neue Einfachheit“ und „Neue Subjektivität“.
Am ästhetisch unbeschwertesten fühlt sich Niels Frédéric Hoffmann in dem Genre „Musik für Kinder“. Zu seinen neuesten Kompositionen in diesem Bereich zählen Der kleine Prinz, Alice im Wunderland und Tom Sawyer.
2014 brachte er im Berliner Elsengold Verlag sein Berliner Liederbuch heraus. In diesem Buch erzählt Hoffmann Geschichten und Anekdoten rund um 20 klassische Berliner Lieder.

## Wichtigste Werke

### Lieder
- Bilder. Lieder für Alt und Kammerensemble. Text: Japanische Haikus verschiedener Dichter. Uraufführung: Tage für Neue Musik, Hannover 1966.
- De Profundis ex Libris Profanis. Kammeroratorium für Mezzo und kleines Orchester. Text: Collage aus Reklame, Illustrierten, Broschüren. Uraufführung: ars nova, Nürnberg 1969.
- Argumente und Kommentare. Lieder für hohe Singstimme und Kammerensemble. Text: Heine, Fuhrmann, Prutz, Laux. Uraufführung: Konzert der Bachpreisstipendiaten, Hamburg 1972.
- Different Stories. Songs aus der Oper Zweierlei Maß für Violine, Cello und Schlagzeug. Text: Original und englische Übersetzung von Bernhard Laux. Uraufführung: German Week, London 1974.
- Auskünfte über eine Lehrerin. Lied für Altstimme und Klarinette. Text: Peter Maiwald. Uraufführung: Opera stabile, Hamburg 1977.
- Liebe und Freiheit. Das Leben des romantischen Dichters Petöfi Sandor. Lieder für tiefe Singstimme und Kammerensemble. Texte: Petöfi Sandor. Erstsendung: NDR 1978.
- Heinelieder für Sopran und Tenor. Kammerensemble. Text: Heinrich Heine. Uraufführung: Fabrik, Hamburg 1981.
- Liebeserklärungen. Lieder für Bariton und Klavier. Text: Szymborska, Brecht, Atila, Goll. Uraufführung: Galerie der Sparkasse, Schleswig 1997.
- Der Darm des Elefanten. Lieder für Schauspieler nach Texten von Thomas Höpfner. Uraufführung: Theatersaal UdK 2006

### Chöre
- Gelegt hat sich der starke Wind. Chorzyklus für verschiedene Chorgruppen, Klavier und Schlagwerk. Text: Heinrich Heine. Chorfest des Deutschen Sängerbundes. Uraufführung: Berlin (West) 1976.
- Deutschland. Ein Wintermärchen. Chor, Solisten und Klavier. Uraufführung: 30 Jahre Chor Hamburger Gewerkschafter, Hamburg 2009.
- Die Neunte auf der Straße zu singen. Auszug aus dem Schlusssatz der Neunten Symphonie von Beethoven für Chor und Marschkapelle (auch mit Klaviersolo aus den Chorvariationen erweiterbar). 1. Mai, Auf der Straße und dem Vorplatz des Museums der Arbeit. Hamburg 2010.

### Kleine Besetzung mit gesprochenem Text
- Das Leben und Sterben des Exilkomponisten Alexander Alexandrovitsch Nußbaum-Ramovsky. Kleine Fassung für Sprecher und Klavierauszug. Große Fassung für Klavier, Tuttibratsche, großes Orchester mit vier Schlagzeugern ohne Streicher und Bläser. Text: N. F. Hoffmann. Uraufführung: Kleine Fassung im Gasthof zur Bockshaut, Darmstadt 1974.
- Große Fassung beim Allgemeinen Deutschen Musikfest, Stuttgart 1973.
- Battle. Für Sprecher und Kontrabass. Text: Hubert Wiedfeld. Uraufführung: Opera stabile, Hamburg 1996.

### Kleine Besetzungen
- Divertimento. Musik für 7 Soloinstrumente. Uraufführung: Neues Werk NDR, Hamburg 1975
- Opa Schulze Suite. Musik für 3 Melodikas, Geräusche oder Schlagzeug. Uraufführung: 2. Cantiere Internationale dArte, Montepulciano 1977.
- Börse, Börse. Instrumentales Theaterstück für 5 Instrumente und 2 Darsteller. Uraufführung: Steirischer Herbst, Graz 1982.
- Buenos Aires. Tangovariationen für Bläserquintett. Uraufführung: NDR, Studio 10, Hamburg 1989.
- Klezmer. Paraphrasen für Klarinettentrio. Uraufführung: Trio DeVienne, Kultursommer Nordhessen 1999.

### Musik für Soloinstrumente
- Etudes Rhétoriques oder Allgemeine Stellungnahme zu politischen Themen unter besonderer Nichtberücksichtigung der Vietnamfrage. Für Violoncello solo. Uraufführung: Brahmssaal, Hamburg 1968.
- Attitudes Brillants. Für Klavier solo. Uraufführung: Giessener Musiketage, Giessen 1968.
- Rondo d-Moll oder wo nimmt Herr Roggenkamp denn die schönen Töne her
- Für Klavier solo. Uraufführung: Amerikahaus, Hamburg 1970.

### Großes Orchester
- Marsch Ouvertüre und Finale. Sinfonisches Orchester, 2 Saxophone und 2 Schlagzeuge. Uraufführung: Südwestdeutsche Philharmonie/Mito Bernd Schmid, Nagold 1979.
- Concerto Grosso. Für Streichorchester, Bläserquintett, Posaunenquartett, Rockband, Afrikanische Percussion und Saz-Ensemble. Musikalische Leitung: N. F. Hoffmann. Kompositionsauftrag des Europäischen Musikfestes der Jugend. Uraufführung: Musikhalle, Hamburg 1990.

### Ballett und Pantomimen
- Affenspiele. Für einen Sänger, einen Tänzer und einen Musiker. Choreographie: Fred Eckhard. Text: N. F. Hoffmann, Collage aus Zeitung und Literatur. Uraufführung: Hochschule für Bildende Künste, Hamburg 1966.
- Das Corps de Ballett heute nummeriert. Tonbandmusik realisiert im elektron. Studio Bratislava. Choreographie: Christiane Meyer-Rogge. Uraufführung: Hochschule für Bildende Künste, Hamburg 1968.
- Kurt, Edgar und Alice oder Warum zögert Kurt Für 3 Instrumentalisten, einen Pauker und einen Sänger. Konzertfassung. Text: N. F. Hoffmann nach Sekundärliteratur über Strindberg. Uraufführung: Musikhalle, Hamburg 1969. Konzertfassung. Text: N. F. Hoffmann und Fred Eckhard nach verschiedenen Ballettkritiken. Choreographie: Fred Eckhard. Uraufführung: Staatsoper, Hamburg 1969. Ballettfassung.
- Lebende Bilder. Für Violoncello und Klavier. Pantomime: Elmar Gehlen. Uraufführung: Kunsthalle, Hamburg 1971.

### Opern
- So kann es nicht weitergehen, aber so geht es weiter. Für 4 Sänger, 4 Schauspieler, 4 Instrumentalisten, 4 Schlagzeuger und 4 Lautsprecher. Text: N. F. Hoffmann, Collage aus Zeitungen und Groschenromanen. Uraufführung: Hauptarbeitstagung des Deutschen Musikrates, Bremen 1970.
- Zweierlei Maß oder warum es so schwierig ist die Menschenrechte zu verwirklichen. Für 6 Schauspieler, 6 Sänger, 12 Instrumentalisten. Text: Bernhard Laux. Regie: Johannes Scharschmidt. Uraufführung: Kongreß der FIJM, Augsburg 1972.
- Das große Schlachten. Studiooper für 8 Sänger und 8 Instrumente. Text: Bernhard Laux nach einer Novelle von Mark Twain. Regie: Elmar Gehlen. Uraufführung: Bühnen der Hansestadt Lübeck, 1980.
- Der Wert des Scheins. Studiooper für 5 Sänger und 7 Instrumente. Text: Bernhard Laux. Uraufführung: Bühnen der Hansestadt Lübeck, 1982.
- Die Piratinnen. Historische Oper in einer Gerichtsverhandlung und 13 Retrospektiven. Für 10 Solisten, Chor und großes Orchester. Text: Bernhard Laux. Bühnen der Hansestadt Lübeck, 1985.
- Die Verwandlung. Oper nach der gleichnamigen Erzählung von Franz Kafka. Text: Bernhard Laux. Regie: Sven Severin. Uraufführung: Pfalztheater, Kaiserslautern 1993.

### Theater- und Hörspielmusiken
- Kasimir und Karoline von Ödön von Horváth. Musik für Violine, Violoncello, Posaune, Saxophon, Schlagzeug und Orgel. Regie: Ulrich Heising. Uraufführung: Ruhrfestspiele, Recklinghausen 1978.
- Claus Störtebeker. Musik und Songs für verschiedene Instrumentengruppen zu einem Stück für Schüler. Text: Wolfram Moser. Regie: Kollektiv. Uraufführung: Gesamtschule Steilshoop, Hamburg 1978.
- Kater Lampe von Emil Rosenow. Neufassung: Bernd Schroeder und Ulrich Heising. Songs und Bühnenmusiken für 3 Instrumentalisten. Regie: Ulrich Heising. Uraufführung: Freie Volksbühne, Berlin (West), 1979.
- Oh, wie wollen wir schwatzen. Theaterstück mit Texten von Heine und Lessing. Zusammenstellung: W. Beck, H. Clasen, W. Jansen, B. Laux und M. Schlicht. Regie: Bernhard Laux. Uraufführung: Malersaal des Deutschen Schauspielhauses, Hamburg 1980.
- Der lange Blick auf Hagen. Musik zu einem Hörspiel von Hubert Wiedfeld. Regie: Hans Gerd Krogmann. Erstsendung: WDR/NDR/SFB/RB, 1981.
- Die Affäre Offenbach. Schauspiel von Andreas Rosgony und Dorothea Dahlen. Musikalische Einrichtung und Paraphrasierung verschiedener Vorlagen von Jacques Offenbach. Songtexte: Charly Nissen. Regie und szenische Einrichtung: Karl Paryla. Uraufführung: Ernst-Deutsch-Theater, Hamburg 1981.
- Abendstern. Musik zu einem Hörspiel von Hilmar Sonderberg. Sechsstimmiger Männerchor mit Klavierbegleitung. Regie und Funkeinrichtung: Hans Gerd Krogmann. Erstsendung: NDR/HR, 1981.
- Das Entenhausener Welttheater. Theatermusik und Chansons zu einem Stück von Bernhard Laux, Wolfgang Beck und Wolfgang Jansen. Klavier und Tonband. Regie: Bernhard Laux. Uraufführung: Kampnagel, Hamburg, 1982.
- Das tote Herz. Musik zu einem Hörspiel von Hubert Wiedfeld. Posaunenenquartett und kleines Orchester. Regie: H.G. Krogmann. Erstsendung: WDR/NDR/BR, 1982.
- Die Überwindung des subherzymen Beckens. Musik zu einem Hörspiel von Hubert Wiedfeld. Chanson und Kurkonzert für morbiden Alt und kleine Salonbesetzung. Regie: H.G. Krogmann. Erstsendung: WDR/SR, 1983.
- Der lange Augenblick des Todes. Musik zu einem Kriminalhörspiel von Hubert Wiedfeld für drei Knopfakkordeon und Schlagzeug. Regie: H.G. Krogmann. Erstsendung: NDR/SR, 1983.
- Gasparone. Operette in drei Akten von Carl Millîker. Neubearbeitung: E. Gehlen. Liedtexte: H. Deeken. Musikalische Bearbeitung und Instrumentation für Pariser Salonorchester: N. F. Hoffmann. Uraufführung: Bühnen der Stadt Dortmund, 1984.
- Fata Morgana. Musik zu einem Hörspiel von William Kotzwinkle und Jörg Laederach. Regie: Rosenbauer. Erstsendung: NDR 1985.
- Das Ende des Schlittenbaus. Radiostück in fünf Teilen nebst einer Opera sinistre. Text: Hubert Wiedfeld. Regie: Norbert Schaeffer. Erstsendung: RB, WDR, NDR 1986.
- Demokratie. Musik und Songs zu einem Schauspiel von V. Bronsky. Regie: Ulrich Heising. Uraufführung: Schauspielhaus, Hamburg 1991.
- Eigensinn und Ehrlichkeit. Chansons zu einem Lustspiel von Johann Carl Wezel. Regie: Peter Siefert. Uraufführung: Staatstheater, Kassel 1992.
- Die KTown Story. Musical. Text: Jürgen Hofmann. Regie: Pavel Fieber. Uraufführung: Pfalztheater, Kaiserslautern 1993.
- Berlin Bertie. Musik und Chansons zu einem Schauspiel von Howard Brenton. Regie: Dieter Reible. Uraufführung: Staatstheater, Kassel 1993. Kinderfassung von Humperdincks Hänsel und Gretel. Regie: Andreas Franz. Uraufführung: Staatstheater, Kassel 1993.
- Ich habe den englischen König bedient. Musical nach einer Vorlage von Bohumil Hrabal. Text: u. a. Jürgen Hofmann. Uraufführung: HdK, Berlin 1996.
- Battle. Hörspiel für Sprecher und Kontrabass. Text: Hubert Wiedfeld. Regie: Norbert Schaeffer. Erstsendung: NDR 1997.
- Wiener Blut. Neueinrichtungen für großes Pariser Salonorchester. Uraufführung: Badisches Staatstheater, Karlsruhe 2000.
- Reise in ein dunkles Herz. Musical nach Peter Hoeg. Text: Studierende 7. Jhg. Szenisches Schreiben. Uraufführung Theatersaal UdK Berlin, 2005.

### Filmmusiken
- MS Otto Hahn. Produktion: Rhythmoton, Decker & Co. Regie: Decker. Hamburg, 1969.
- Impressionen in E. Produktion: Rhythmoton. Regie: Decker. Hamburg, 1970.
- Wirtschaftsschauplan Hamburg. Produktion: Cinoki im Auftrag der Hansestadt Hamburg. Regie: Michael Engler. Hamburg, 1971.
- Das entscheidende erste Jahr. Produktion: Rhythmoton. Regie: Decker. Hamburg, 1971.
- Opa Schulze. Produktion: Südwestfunk Baden-Baden. Regie und Buch: Erika Runge. Erstsendung: ARD, 1975.
- Der Tag an dem Onkel Herbert kam. Fernsehspiel in der Reihe Bettkantengeschichten. Buch und Regie: Gerburg Rohde-Dahl, Erstsendung: ARD 1986.

### Shows, Happenings und Revuen
- Aktionsvortrag. Texte: N. F. Hoffmann, Collagen. Choreographie: Christiane Meyer-Rogge. Objekte: Thomas Peitner. Uraufführung: Hochschule für Bildende Künste, Hamburg 1968.
- 25, Ein Künstler feiert Geburtstag. Texte: N. F. Hoffmann. Choreographie: Christiane Meyer-Rogge. Objekte: Jörg Mîller. Uraufführung: Hochschule für Bildende Künste, Hamburg 1968.
- Kunst und Kippen. Pantomime und Film: Elmar Gehlen. Uraufführung: Kunsthaus, Bielefeld 1969.
- Über das Geschichtsbewußtsein der neuesten Musiker. Texte: u. a. Bernhard Laux, N. F. Hoffmann. Uraufführung:. Justus-Liebig-Haus, Darmstadt 1974.
- Das Leben und Sterben des Exilkomponisten Alexander Alexandrovitsch Nußbaum-Ramowsky. Einmannshow. Uraufführung: Darmstadt 1975.
- Musik im Alltag. Öffentliche Vorführung eines Seminarergebnisses. Hauptarbeitstagung des Instituts für Neue Musik und Musikerziehung. Uraufführung: Justus-Liebig-Haus, Darmstadt 1981.
- 110 Jahre NGG. Solistin: Gisela May. CCH Hamburg. 1990
- Vereinigungskongress der DPG. Solist: Jochen Baumert. ICC Berlin. 1991
- 100 Jahre IGM. Solist: Konstantin Wecker. Kampnagelfabrik, Hamburg. 1991
- Kongress DPG. Solist: Jochen Baumert, Kuppelsaal, Hannover. 1993
- Museum der Arbeit. Eröffnung des neuen Hauses mit musikalischen Aktionen in allen Räumen. 1999
- Geld oder Leben. Musikalische Revue. Text nach Karl Marx. Sprecher: Rolf Becker 2002
- Vier Völker Konzert. Rotes Rathaus Berlin. Die Neunte von Beethoven für Klaviersolo, Sängerin, Sazensemble, Chor und Blasorchester 2005
- Mehr geht nicht. Musikalische Revue. PI Hörsaal der Uni Hamburg 2006
- Die Belebende Wirkung des Geldes. Kabarettistische Revue, Politbüro Hamburg 2008

### Songs
- Nach Texten von Bernhard Laux, Joachim Fuhrmann, Richert Limpert, Bertolt Brecht, Peter Maiwald u. a. Arrangements und Umschreibung von Songs, Volksliedern und Liedern der Arbeiterbewegung.

### Kollektivkompositionen
- Streik bei Mannesmann. Szenische Kantate für Schauspieler und kleines Orchester. Text: Erika Runge. Musik: Boekle, Henze, Hoffmann, Jahn, Lombardi, Steinbrenner. Uraufführung: Berliner Ensemble, Berlin (Ost), 1972.
- Der Ofen. Komische Oper in 5 Akten und 3 Zwischenakten für 12 Sänger, Chor und Blasorchester mit Schlagzeug. Neufassung von W. Florey unter Verwendung einer Vorlage von F. Hintzer und K. Konjetzky mit Texten von Jahn, Hoffmann und Süverkrüp. Musik: Blackford, Brauel, Denhoff, Henze, Hoffmann, Jahn, King, Maxwell-Davies, Pinto, McQueen, Zobel. Uraufführung: Staatstheater Kassel, 1991.
- Hommage a Weill. Liederzyklus für Mezzo und kleines Ensemble. Text: Zeitgenössische Lyrik. Musik: Blackford, Brauel, Henze, Hoffmann, Jahn, Lombardi, Vacci, Zobel. Uraufführung: London Sinfoniette, Berlin (West) 1976.
- Mongomo in Lapislazuli. Singspiel für 6 Darsteller und kleines Ensemble. Musik und Text: Gruppe Hinz & Kunst (Asche, H. Florey, W. Florey, Hoffmann, Jahn, Wulfert). Uraufführung: Cantiere Internationale d’Arte, Montepulciano, 1978. 1. Preis Künstlerhaus Boswil 1978.
- Komm Colli, wir gehen ins Öl. Musikalisches Lustspiel nach einer Vorlage von Traven. Text und Musik: Gruppe Hinz & Kunst (B. Asche, W. Florey, H. Florey, N. F. Hoffmann, T. Jahn, H. Schneider). Uraufführung: Steirischer Herbst, Graz 1981.

### Musik für Kinder

#### Bühnenmusiken / Opern
- Schönheit, Schnelligkeit und Fleiß. Demonstration für Klavier und Schlagzeug. Uraufführung: Brahmssaal, Hamburg, 1968.
- Die Geschichte von den Musikern. Klaviertrio und Sprecher. Text: Niels Frédéric Hoffmann. Uraufführung: Giessener Musiktage, 1971.
- Elegischer Rückblick oder das Leben einer Privatmusikerzieherin in Distichen. Klavieretüden für ein oder zwei Spieler und Sprecher. Text: Bernhard Laux. Uraufführung: Institut für Neue Musik und Musikerziehung. Darmstadt, 1972.
- Die Schneekönigin. Theatermusik für Kammerensemble. Text: Elmar Gehlen nach einer Novelle von Christian Andersen. Uraufführung: Theater der Stadt Düsseldorf, 1981.
- Die Geschichte vom Feuer. Für kleines Ensemble und Sprecher. Text: Niels Frédéric Hoffmann nach Indianermythen. Marionetten: Irene Nestler. Uraufführung: Kampnagelfabrik, Hamburg, 1989.
- Bona notte, liebe Lotte. Ein Mozartprogramm für Grundschüler. Zeichnungen: Stefan Siegert. Uraufführung: Staatsoper Hamburg, 1992.
- Hänsel und Gretel. Kinderfassung von Humperdincks Oper. Regie: Andreas Franz. Uraufführung: Staatstheater Kassel, 1993.
- Hau auf die Pauke Elise. Eine Beethovenprogramm für Grundschüler. Zeichnungen: Stefan Siegert. Uraufführung: Staatsoper Hamburg, 1994.
- Wagnerlaweia. Ein Wagnerprogramm für Kinder. Zeichnungen: Stefan Siegert. Uraufführung: Staatsoper Hamburg, 1998.
- Bach, Krach, Kaffeeklatsch. Bachprogramm für Kinder. Zeichnungen: Stefan Siegert. Uraufführung: Staatsoper Hamburg, 2003
- Götter, Zwerge und der Schatz im Rhein. Kinderoper nach „Der Ring des Nibelungen“ von Richard Wagner. Uraufführung: Staatsoper Hamburg, 2009.
- Der kleine Prinz. Musik für Sprecher und Sinfonieorchester. Text: Niels Frédéric Hoffmann nach Antoine de Saint-Exupéry. Uraufführung: Hamburger Symphoniker, Musikhalle Hamburg, 2009
- Alice im Wunderland. Musik für Sprecher(in) und Symphonieorchester. Text: Niels Frédéric Hoffmann nach Lewis Carroll. Uraufführung: Theater Trier, Leitung: Valtteri Rauhahammi, 5. Februar 2012
- Tom Sawyer. Musik für Sprecher(in) und kleines Symphonieorchester. Text: Niels Frédéric Hoffmann nach Mark Twain. Uraufführung: Kammerorchester unter den Linden, Leitung: Andreas Peer Kähler, Inszenierung und Sprecher: Niels Frédéric Hoffmann, Berliner Philharmonie, 21. Oktober 2012

#### Schulmusicals
- Claus Störtebeker. Musik und Songs für verschiedene Instrumentengruppen zu einem Stück für Schüler. Text: Wolfram Moser. Regie: Kollektiv. Uraufführung: Gesamtschule Steilshoop, Hamburg, 1978.
- Die Eulenspiegelbande. Theaterstück mit Musik für Schüler. Projekt „Künstler und Schule“ des Bundesministeriums für Bildung und Wissenschaft. Text: Goesen, Högele, Huller. Uraufführung: Gesamtschule Steilshoop, Hamburg, 1978.
- Das Haus in Montevideo. Musik zu einem Schauspiel von Kurt Goetz in einer Neufassung für Schüler. Regie: Teamwork. Uraufführung: Gesamtschule Steilshoop, Hamburg, 1980.
- Die Konferenz der Tiere. Musical für Schülerchor und Schlagzeug. Stabspiel und Flötenorchester. Text: Schüler und Lehrer der GS Fritz-Schumacher-Schule nach einer Vorlage von Erich Kästner. Uraufführung: Fritz-Schumacher-Schule, Hamburg, 1983